# No Time for Sergeants
No Time for Sergeants is een Amerikaanse film uit 1958 van Mervyn LeRoy met in de hoofdrollen Andy Griffith en Myron McCormick.
De film is gebaseerd op de gelijknamige roman van Mac Hyman uit 1954 en het gelijknamige toneelstuk van Ira Levin dat in oktober 1955 in première ging. Het is een komedie over een boerenkinkel die zijn dienstplicht moet vervullen bij de Amerikaanse luchtmacht.
No Time for Sergeants was een kassucces voor Warner Bros. Pictures in 1958 en lanceerde de carrière van Andy Griffith en Don Knotts. In 1964 werd op basis van de film een gelijknamige televisieserie gemaakt.

## Verhaal
Al enige tijd stuurt de Amerikaanse luchtmacht oproepen voor militaire dienst aan Will Stockdale in Georgia. Stockdale is een goedaardige boerenkinkel die niet tot de snuggersten behoort. Zijn vader is bang dat Will in het leger zal worden getreiterd en heeft de oproepkaarten verstopt. De militaire politie denkt dat Will een deserteur is en laat hem arresteren. Tot hun stomme verbazing zegt Will dat hij het een eer vindt om in de luchtmacht te dienen. Samen met nog wat andere deserteurs wordt Stockdale naar het opleidingskamp van de luchtmacht gereden. In de truck ontmoet hij Ben Whitledge, die van mening is dat de luchtmacht niets voorstelt en overplaatsing wil naar de infanterie. Tenslotte was het de infanterie die volgens hem "de Amerikaanse Burgeroorlog heeft gewonnen en niet de luchtmacht". In het kamp wordt Stockdale al snel de persoonlijke nachtmerrie van sergeant King die de rekruten moet trainen. Stockdale slaagt erin om elke opdracht verkeerd uit te voeren en ziet de getergde sergeant als zijn grote vriend. King slaagt er niet in om Stockdale ook maar iets te leren en in zijn wanhoop benoemt hij de laatste tot PLO (Permanent Latrine Orderly - vaste latrineverzorger). Will Stockdale ziet het als een promotie en stort zich vol enthousiasme op de latrines en al snel blinken ze als spiegels. Als er een verrassingsinspectie komt zijn de inspecteurs aangenaam verrast, zeker als Stockdale via een mechanisch foefje de toiletbrillen laat salueren. Als hij echter vertelt dat King hem permanent heeft belast met de latrinedienst en alle vervelende opmerkingen van de laatste over de kapitein doorgeeft, slaat de stemming om. Stockdale moet eerst zijn onderzoeken afronden en King, die verantwoordelijk wordt gesteld, doet er alles aan om hem door de tests te loodsen. De officieren nemen Stockdale een behendigheidstest af, voeren psychiatrische onderzoeken en onderzoeken zijn ogen. Omdat iedereen stapelgek wordt van Stockdale slaagt hij ten slotte met vlag en wimpel. King probeert nu Stockdale uit dienst te krijgen door hem dronken te voeren en hem belachelijk te maken. Maar de brave Stockdale is gewend aan de illegaal gestookte drank van zijn vader (een mix van graan en kerosine) en drinkt iedereen onder de tafel. Als later een gevecht uitbreekt tussen de dronken King en enige soldaten, is Will de enige die ontkomt aan de militaire politie. Niet lang daarna mag Will samen met zijn maatje Ben meevliegen met een B-25 bommenwerper. Als de piloot in slaap valt, raakt het toestel uit koers en komt het door de automatische piloot bestuurde vliegtuig terecht bij Yucca Flats, waar atoombomproeven worden uitgevoerd. Om uit te vinden waar ze zijn, is de radio van vitaal belang, maar er is niemand aan boord die dit instrument kan bedienen. Stockdale weet de radio aan de praat te krijgen en hij krijgt instructies van de luchtmachtbasis. Alles gaat goed totdat er brand uitbreekt aan boord. Als het vliegtuig neerstort denkt iedereen dat Stockdale en Whtledge dood zijn. Er volgt een ceremonie om beide mannen te gedenken. Tot grote schrik van iedereen duiken Stockdale en zijn maat echter levend en wel op, ze konden het vliegtuig nog net op tijd verlaten. Om te voorkomen dat deze vergissing uitlekt, laat de luchtmacht de twee voorlopig onderduiken. Op verzoek van Stockdale en tot groot genoegen van Whitledge krijgen ze een overplaatsing naar de infanterie. Ook een ander verzoek van Stockdale wordt ingewilligd, sergeant King mag ook mee.

## Rolverdeling
| Acteur          | Personage               |
| --------------- | ----------------------- |
| Andy Griffith   | Will Stockdale          |
| Myron McCormick | Sergeant King           |
| Nick Adams      | Benjamin B. Whitledge   |
| Murray Hamilton | Irving Blanchard        |
| Howard Smith    | Generaal-majoor Bush    |
| Wil Hutchins    | luitenant Bridges       |
| Sydney Smith    | Generaal-majoor Pollard |
| Don Knotts      | kapitein Demming        |
| Jean Willes     | LUVA-kapitein           |
| Henry McCann    | luitenant Cover         |
| William Fawcett | Vader Stockdale         |
| Jamie Farr      | luitenant Gardella      |

## Achtergrond
No Time for Sergeants werd geschreven door Mac Hyman. Het was gebaseerd op zijn eigen ervaringen als navigator bij de luchtmacht tijdens de Tweede Wereldoorlog. Hyman werkte verscheidene jaren aan het verhaal over de boerenkinkel Will Stockdale uit Calville die in dienst moet. De woonplaats van Hyman Cordele stond model voor Calville. De roman werd aanvankelijk geweigerd door de uitgevers totdat Random House het in 1954 publiceerde. Het was een instant succes. schrijver Ira Levin bewerkte het boek tot een televisiefilm van een uur voor The United States Steel Hour. Op 15 maart 1955 werd de tv-film uitgezonden met Andy Griffith in de hoofdrol. Levin werkte het script uit tot een toneelstuk en op 20 oktober 1955 ging No Time for Sergeants naar Broadway. Griffith speelde andermaal de hoofdrol. Het toneelstuk beleefde 796 uitvoeringen en was wederom een groot succes. Warner Bros. Pictures kocht vervolgens voor 200.000 dollar de filmrechten en contracteerde Andy Griffith voor de hoofdrol. Auteur Mac Hyman kon het succes van No Time for Sergeants niet meer evenaren. Hij publiceerde nog slechts drie korte verhalen en werkte jaren achtereen aan een tweede roman Take Now Thy Son. Hij zou het boek nooit voltooien, in 1963 overleed hij op negenendertigjarige leeftijd aan een hartaanval. Warner Brothers nam vrijwel de complete cast van de Broadwayproductie over. Alleen Roddy McDowell zag af van de rol van Ben Whitledge, hij werd vervangen door Nick Adams.

## Muziek
De volgende nummers zijn in de film te horen:
- "When My Dream Boat Comes Home" (Cliff Friend en Dave Franklin)
- "Gotta Be This or That" (Sunny Skylar)
- "Spirit of Independence" (Abe Holzmann)
- "America, the Beautiful" (Samuel A. Ward)
- "My Buddy" (Walter Donaldson)
- "There's a Long, Long Trail" (Zo Elliott)
- "I Love a Parade" (Harold Arlen)
- "The Stars and Stripes Forever" (John Philip Sousa)
- "The Star-Spangled Banner" (John Stafford Smith)
- "The Caisson Song" (Edmund L. Gruber)

## Vervolg
In 1964 produceerde Warner Bros. een televisieserie onder de naam No Time for Sergeant voor ABC-televisie. Sammy Jackson, die een klein rolletje had in de speelfilm, werd aangenomen voor de rol van Will Stockdale. Jackson was er op gebrand de rol van Stockdale te spelen in de tv-serie en had Jack Warner geschreven dat hij de beste keus was voor de rol. Hij wees Warner op een optreden van hem in de serie Maverick. Niet lang daarna kreeg Jackson een screentest en kreeg de rol ten koste van beter bekende acteurs als bijvoorbeeld Will Hutchins. Jackson zette Will Stockdale minder als een dwaas neer dan Griffith. De serie stond geprogrammeerd op de maandagavond, maar tegenover de Andy Griffithshow. Die concurrentie was te sterk en de tv-serie No Time for Sergeants werd al na een seizoen van de buis gehaald.